# 추크어
추크어(영어: Chuukese/Trukese language)는 오스트로네시아어족 추크어군에 속하며, 미크로네시아 연방 캐롤라인 제도의 추크주 섬들에서 주로 쓰이는 언어이다. 폰페이섬, 괌, 하와이의 섬들에도 화자 공동체가 있다. 미크로네시아 연방에서 약 45,900명이 사용한다고 추정된다.

## 음운론
추크어에서는 특이하게도 어두에 겹자음(이중자음)이 올 수 있다. 서미크로네시아어군의 공통 조상 언어에도 이러한 특징이 있었을 것으로 여겨지나, 현대의 후손 언어들은 대부분 이 특징을 잃었다.
‹Truk›과 ‹Chuuk›은 정서법 체계의 차이로, 예전의 ‹tr›와 현행 ‹ch› 모두 /tʂ/ 소리를 적은 것이다.
|        |           | 양순음 | 순음 | 치경음 | 권설음 | 경구개음 | 연구개음 |
| ------ | --------- | ------ | ---- | ------ | ------ | -------- | -------- |
| 파열음 | 유성/순음 | b bʷ   |      | d      |        |          | ɡ        |
| 파열음 | 기본/순음 | p pʷ   |      | t      |        |          | k        |
| 파찰음 | 파찰음    |        |      |        | tʂ     |          |          |
| 마찰음 | 기본      |        | f    | s      |        |          |          |
| 마찰음 | 경음      |        | fː   | sː     |        |          |          |
| 비음   | 기본/순음 | m mʷ   |      | n      |        |          | ŋ        |
| 비음   | 경음/순음 | mː mːʷ |      |        |        |          | ŋː       |
| 전동음 | 전동음    |        |      | r      |        |          |          |
| 접근음 | 접근음    | w      |      |        |        | j        |          |

추크어의 자음군은 무성 자음이 있으면 겹자음이 된다. 일부 자음 조합은 겹자음이 되면 모음 사이에서 종종 탈비음화된다.
|        | 전설 | 중설 | 후설 |
| ------ | ---- | ---- | ---- |
| 고모음 | i    | ɨ    | u    |
| 중모음 | e    | ə    | o    |
| 저모음 | a    | ɐ    | ɒ    |